# Dendrodoris nigromaculata
Dendrodoris nigromaculata is een slakkensoort uit de familie van de Dendrodorididae. De wetenschappelijke naam van de soort is voor het eerst geldig gepubliceerd in 1905 door Cockerell in Cockerell & Eliot.